# Charles Ducasse
Pour les articles homonymes, voir Ducasse.
Charles Ducasse est un footballeur français né le 1er mai 1930 à Saint-Jean-de-Luz et mort le 26 octobre 1983 à Bayonne. Surnommé Charlot, il avait exercé le métier de coiffeur.
Ducasse évoluait au poste d'attaquant.

## Biographie
Formé à l'Arin luzien, Ducasse réalise l'essentiel de sa carrière en Espagne où il est connu sous le nom de Carlos Ducasse. 
Il est recruté à la Real Sociedad par Benito Díaz Iraola.

## Carrière
- Arin Luzien
- Stade français
- Girondins de Bordeaux
- Arin Luzien
- 1952-1953 :  Real Sociedad
- 1953-1956 :  Real Valladolid
- 1956-1957 :  Olympique de Marseille
- 1957-1958 :  Olympique d'Alès[2],[3]

## Palmarès
- Vainqueur de la Coupe Charles Drago en 1957 (ne joue pas la finale)
- Vainqueur du Concours du jeune footballeur 1948 (à égalité avec Jacques Grattarola)

## Source
- Charles Ducasse, amateur du Stade, professionnel en Espagne !, in France Football, 25 novembre 1952, page 7.